# Коннор Магвайр, 2-й барон Эннискиллен
Коннор Магуайр, 2-й барон Эннискиллен (англ. Connor Maguire, 2nd Baron of Enniskillen, ирл. Conchobhar Mag Uidhir ; 1616—1645) — ирландский дворянин из Ольстера, участник Ирландского восстания 1641 года. Был казнен за государственную измену.

## Фон
Он родился в графстве Фермана. Сын сэра Брайана Магуайра, 1-го барона Эннискиллена (1589—1633). За свою верность английской короне Брайан Магуайр получил в 1627 году титул 1-го барона Эннискиллена и звание пэра Ирландии. Семье был предоставлен земельный участок королем Яковом I Стюартом в графстве Фермана. Его мать были из рода О’Нил, правящей семьи Ольстера. Сообщается, что Коннор Магуайр получил частичное образование в колледже Магдалены в Оксфорде, но не был зачислен в этот университет. Его брат Рори Магуайр заседал в парламенте Ирландии в 1640 году от Ферманы.

## Политика
В 1633 году после смерти своего отца Коннор Магуайр стал 2-м бароном Эннискиллена. В 1634 году он стал пэром Ирландии, а 10 марта 1640 года присутствовал на заседании ирландского парламента в Дублине. В Дублине во время парламентской сессии в феврале 1641 года он был завербован Рори О’Муром, который стремился повышения статуса католической Ирландии.

## Восстание
В августе 1641 года Коннор Магуайр впервые услышал о плане захвата Дублинского замка. Главой заговорщиков был полковник Оуэн Роэ О’Нил, длительное время служивший испанской короне в Нидерландах. Начало восстание было намечено на 23 октября, но Хью Ог Макмахон раскрыл заговор в ночь на 22 октября. Рори О’Мур успел бежать, а Коннор Магуайр был схвачен вместе с Макмахоном и полковником Ридом. Два последних были подвергнуты пыткам, но Коннор Магуайр без пыток признался в организации заговора 26 марта 1642 года и сделал более полное добровольное заявление через шесть месяцев заключения.

## Суд и казнь
В июне 1642 года Коннор Магуайр, Макмахон и Рид были переведены в Тауэр, а через 11 месяцев их заключили в тюрьму Ньюгейт. В октябре 1643 года Рид бежал, а Магуайр и Макмахон были отправлены обратно в Тауэр. В августе 1644 года оба заключенных бежали, но были арестованы в течение шести недель. В феврале 1645 года судья Фрэнсис Бэкон вынес Коннору Магуайру смертный приговор за государственную измену. Он был приговорен повешению, потрошению и четвертованию. Коннор Магуайр был казнен в Тайберне.

## Семья
Коннор Магуайр женился на Мэри, дочери Томаса Флеминга из замка Флеминг (графство Лиишь), от которой у него был сын. Главой графства Фермана во время Гражданской войны был его брат Рори Магуайр, который был убит зимой 1648 года.
Рори Магуайр, младший брат Коннора, был полковником в армии Ольстера в составе Ирландской конфедерации и служил до своей смерти в перестрелке в 1648 году.